# 尼尔马利
尼尔马利（Nirmali），是印度比哈尔邦Supaul县的一个城镇。总人口16144（2001年）。

## 人口
该地2001年总人口16144人，其中男性8521人，女性7623人；0—6岁人口2842人，其中男1434人，女1408人；识字率44.82%，其中男性为56.92%，女性为31.30%。